# 1842 Hynek
1842 Hynek (1972 AA) là một tiểu hành tinh vành đai chính được phát hiện ngày 14 tháng 1 năm 1972 bởi Kohoutek, L. ở Bergedorf.